# Synagoga w Bieruniu
Synagoga w Bieruniu – synagoga z XIX wieku w Bieruniu przy ulicy Oświęcimskiej 453, przekształcona w remizę strażacką.

## Historia
Synagoga została zbudowana w XIX w. Po przyłączeniu Bierunia do Polski w 1922 r. i wyjeździe większości członków gminy żydowskiej w synagodze zawieszono odprawianie regularnych nabożeństw. Odprawiano je wyłącznie podczas największych świąt religijnych oraz z okazji obrzezań, ślubów i pogrzebów. Prowadzili je zapraszani z Katowic rabini. Według lustracji z 1928 r. synagoga znajdowała się w tak złym stanie, że wymagała natychmiastowego remontu.
Podczas II wojny światowej hitlerowcy zdewastowali synagogę. Po zakończeniu wojny budynek przez kilka lat stał opuszczony, stopniowo podadając w ruinę. W latach 50. XX w. w budynku synagogi urządzono siedzibę Ochotniczej Straży Pożarnej. W 1973 r. przeprowadzono gruntowny remont, a kolejne ponownie w latach 1981, 1985 i 2006, podczas których (z wyjątkiem ostatniej) stopniowo zacierano pierwotną architekturę budynku. Większość prac została wykonana w czynie społecznym.